# Jacques Attali
« Attali » redirige ici. Pour les autres significations, voir Attali (homonymie).
Pour l’article ayant un titre homophone, voir Athalie.
Œuvres principales
C'était François Mitterrand (2005), La Confrérie des Éveillés (2004), Analyse économique de la vie politique (1972)
Jacques Attali, né le 1er novembre 1943 à Alger, est un écrivain, économiste, ancien haut fonctionnaire français et chef d'entreprise. 
Polytechnicien et énarque, il a été conseiller d’État et professeur dans de nombreuses universités et grandes écoles. Entre 1981 et 1991, il est le conseiller spécial du président français François Mitterrand. En 1991, il fonde et devient le premier président de la Banque européenne pour la reconstruction et le développement (BERD).
Il dirige en 1997 la commission de réforme de l'enseignement supérieur puis en 2008 la commission pour la libération de la croissance française.
Il est l'auteur de plus de quatre-vingts ouvrages, dont des essais, des biographies, des pièces de théâtre et des romans. Il écrit pour L'Express pendant vingt ans ainsi qu'au Journal des arts avant de devenir éditorialiste du quotidien Les Échos en septembre 2019 et de Nikkei en 2020.
Fondateur de l'organisation humanitaire Action contre la Faim et de Eureka, Jacques Attali dirige le cabinet Attali & Associés ainsi que l'ONG Positiv.
Il est très actif sur les réseaux sociaux comme X, Instagram, Linkedin et YouTube et publie régulièrement des vidéos pédagogiques et informatives sur sa vision des enjeux du monde contemporain.

## Biographie

### Jeunesse et études
Jacques Attali et son jumeau Bernard Attali naissent le 1er novembre 1943 à Alger, dans une famille juive séfarade d'Algérie. Son père, Simon Attali, se lance avec succès dans le commerce de parfumerie à Alger, où il s'est marié le 27 janvier 1943 avec Fernande Abécassis. Sa sœur Fabienne naît en 1952 .
En 1956, deux ans après le début de la guerre d'Algérie, sa famille s'installe à Paris, rue de la Pompe, et y développe la distribution de parfums.
Jacques Attali effectue ses études secondaires au lycée Janson-de-Sailly. Il obtient le baccalauréat avec la mention « bien ». Il entre en classes préparatoires scientifiques dans ce même établissement, et se classe en juillet 1963 43e ex æquo au concours d'entrée de l'École polytechnique, perdant des points sur l'épreuve de gymnastique. Il sort major de promotion de l’École polytechnique en 1965 avec un total de points qui n'a jamais été dépassé jusqu'au moins 2009.
Son classement lui permet de devenir ingénieur du Corps des mines (1965-1968), – corps où il ne sera pas titularisé puisqu'il entrera au Conseil d’État. Parallèlement, souhaitant intégrer le Conseil d'État, il s'inscrit à l'Institut d'études politiques de Paris que lui a recommandé son frère. Il suit les cours de Raymond Barre, qui supervise son mémoire de master sur la modélisation mathématique de la croissance. Il sort diplômé de l'Institut en 1967 (section service public).
Il prépare l'ENA et a comme répétiteur Jean-Pierre Chevènement, qui l'aide à préparer l'épreuve de culture générale. Il y est admis et il sort 3e de la promotion Robespierre (major Philippe Lagayette). En 1970, à sa sortie de l'ENA, il choisit de devenir auditeur au Conseil d’État.
Il soutient en 1972 un doctorat d'État en sciences économiques de l'université Paris-Dauphine. Sa thèse s'intitule La Théorie de l'ordre par le bruit dans la théorie économique, est supervisée par Alain Cotta. Elle paraît en 1979.

### Parcours universitaire
Il devient maître de conférences en sciences économiques à Polytechnique en 1968, jusqu'en 1985.
Il enseigne ensuite les sciences économiques à l'université Paris-Dauphine, à l'École des ponts et chaussées et à l'École du génie rural.

### Parcours politique
Il adhère au Parti socialiste en 1973. Il commence à travailler étroitement avec François Mitterrand en décembre 1973. Il dirige son équipe de campagne à l'élection présidentielle d'avril 1974, utilisant d'abord le pseudonyme de « Simon Ther »,.

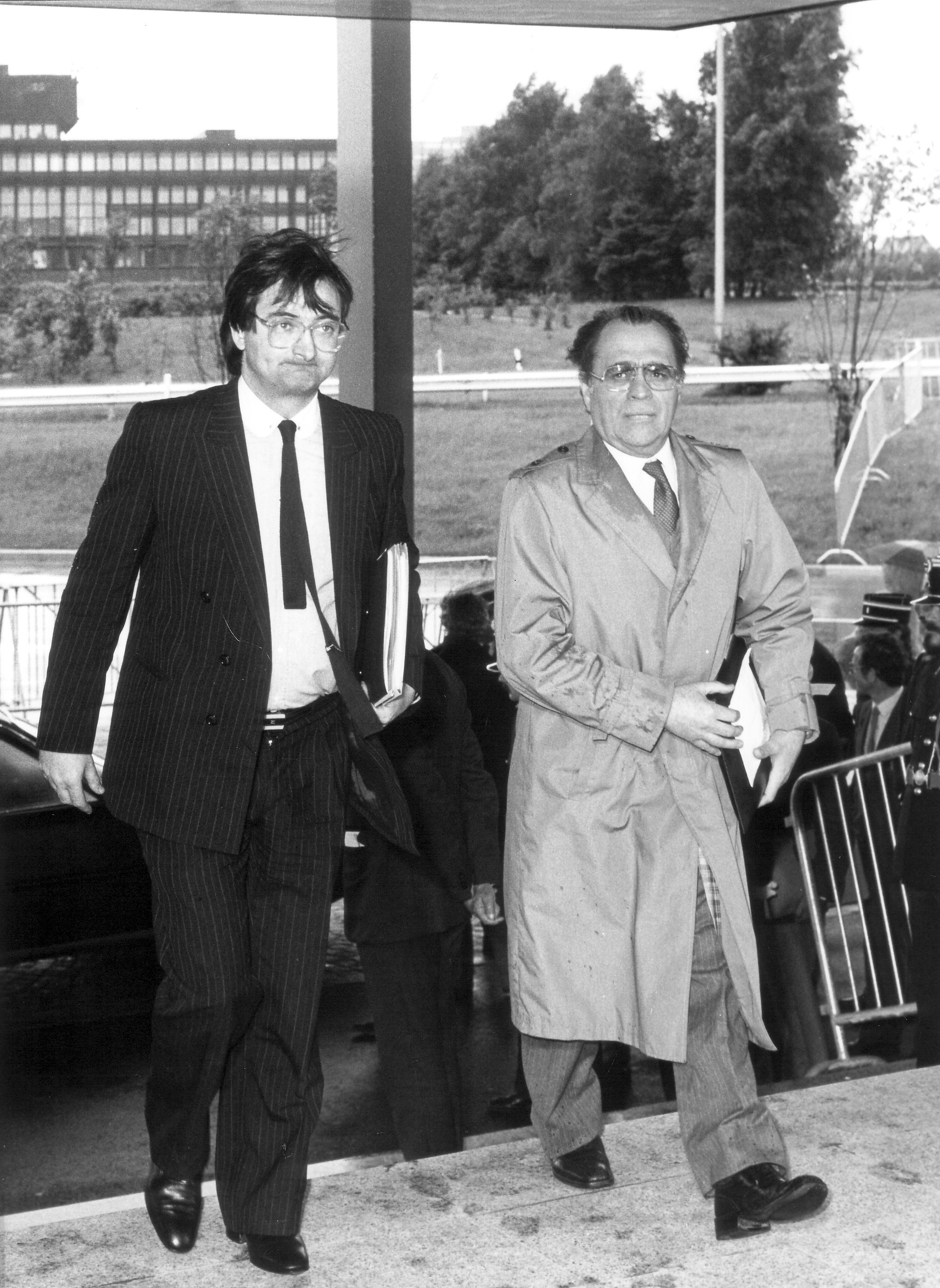
Arrivée de Jacques Attali (gauche) à un conseil européen en 1981 au Luxembourg, aux côtés de Pierre Bérégovoy.

Il est ensuite son directeur de cabinet dans l'opposition. Il refuse d'être candidat aux élections municipales et il cède le siège qui lui est proposé à son assistant, Laurent Fabius. Il est ensuite aidé par ses assistants Ségolène Royal et François Hollande. En 1981, il quitte le Parti socialiste quand François Mitterrand, élu président de la République, le nomme conseiller spécial. Le président lui confie également le rôle de « sherpa » (représentant personnel d'un chef d'État) pour les sommets du G7 et européens.
Il organise le sommet du G7 de Versailles en juin 1982 et celui de l'Arche en 1989. Il assiste à tous les conseils de ministres, conseils de défense, et accompagne le président dans tous ses voyages à l'étranger.
Il quitte l’Élysée en juin 1991 pour présider la BERD, dont il avait eu l’idée et dont il avait présidé la conférence des parties.
En 1997, à la demande de Claude Allègre, ministre de l’Éducation nationale et des universités du gouvernement Jospin, il préside une commission de réforme qui propose une réforme de l'enseignement supérieur (le LMD) qui sera ensuite intégrée dans le droit européen, unifiant tous les niveaux de diplômes des universités européennes.
En 2008, il préside une commission bipartisane de réforme de l'économie et de l'Etat, à la demande du président Sarkozy. Il choisit Emmanuel Macron comme un des deux rapporteurs généraux.
Il développe pour le président Hollande, le concept d'économie positive en 2012.
En 2015, il fonde France Positive et écrit un programme pour l'élection présidentielle qu'il publie dans un livre, France 2022, précisant ne pas vouloir se présenter lui-même. Le 8 mars 2017, après le retrait de François Hollande, il annonce son soutien au candidat d'En marche, Emmanuel Macron.
Il suggère également à Emmanuel Macron, en mars 2017, de choisir Édouard Philippe comme Premier ministre, et il organise leur rencontre.
Il fait partie de la délégation française lors de la visite d'Emmanuel Macron en Algérie en août 2022.

### Carrière internationale

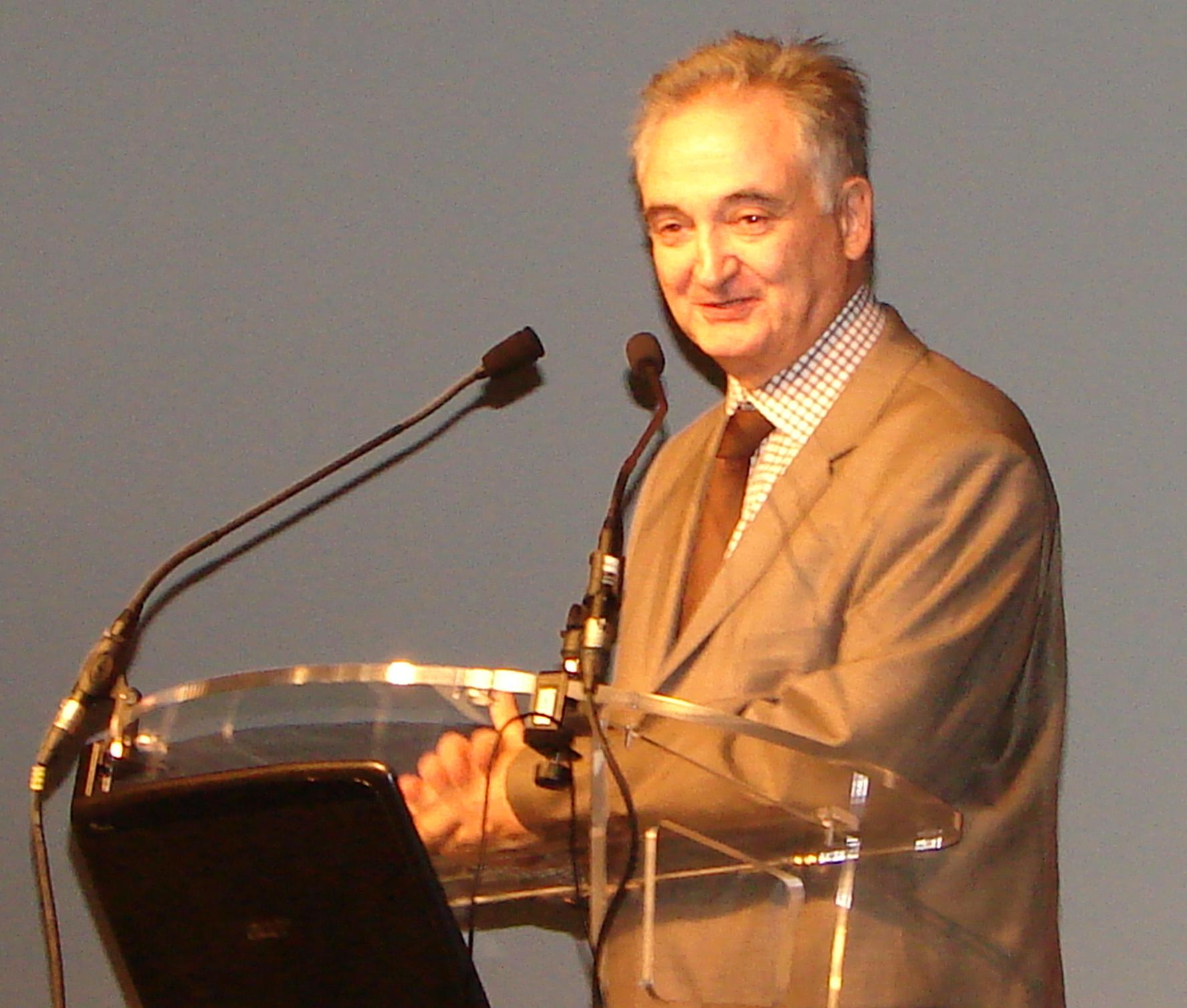
Jacques Attali à Paris, le 2 octobre 2009.

En 1979, il est l'initiateur, (avec l'aide ultérieure d'autres intellectuels parmi lesquels Françoise Giroud, Bernard-Henri Lévy, Marek Halter, Alfred Kastler (Prix Nobel de physique), Guy Sorman, Jean-Christophe Victor), de l'ONG internationale Action internationale contre la faim, aujourd'hui connue sous le nom d'Action contre la faim (ACF).
Il est l'initiateur du programme européen EUREKA de « développement de nouvelles technologies » qui est lancé en 1985.
En septembre 1988, à la suite de très meurtrières inondations au Bangladesh, il propose à François Mitterrand de lancer un projet de construction de digues dans ce pays. Il parle d'y construire « les cathédrales du XXe siècle » et d'un « projet qui soit l'équivalent de Suez et de Panama ». Ce projet n'aboutira pas.
En mai 1989, lors du second septennat de François Mitterrand, il lance l'idée d'une Banque européenne pour la reconstruction et le développement (BERD). Elle est créée en 1991 pour aider les anciens pays du bloc de l'Europe de l'Est. Jacques Attali préside la conférence de négociation à Paris et en devient le premier président à Londres. Sous son impulsion, la BERD lance des investissements destinés à la protection des centrales nucléaires, à la protection de l'environnement et, plus généralement, au développement des infrastructures, de la privatisation, et de la transition vers la démocratie.
En 1991, Jacques Attali invite Mikhaïl Gorbatchev au siège de la BERD à Londres, contre l'avis du Premier ministre britannique John Major. Il oblige ainsi les chefs d'État d'un G7 se déroulant dans la ville au même moment à recevoir le chef d'État soviétique. Au lendemain d'un entretien téléphonique houleux entre Jacques Attali et John Major, la presse britannique multiplie les critiques à l'égard du président de la BERD, diffusant notamment des critiques sur la gestion de l'institution et révélant, en avril 1993, que la BERD avait dépensé pour elle-même deux fois plus d'argent qu'elle n'en avait déboursé pour ses activités à l'Est (ce qui était normal puisque les opérations n'avaient pas commencé - Il est notamment visé pour avoir fait remplacer le marbre du siège de la BERD) — critiques qui seront ensuite relayées par la presse française,,. Jacques Attali explique sa position dans le chapitre « Verbatim et la BERD » du livre C'était François Mitterrand ainsi que dans le livre Europe(s) : « les travaux en question avaient été réalisés sous la responsabilité d'un groupe de travail international dont je ne faisais pas partie ». De fait, à son départ de la BERD en juin 1993, Jacques Attali a reçu pour sa gestion le quitus du conseil des gouverneurs[réf. souhaitée].
En novembre 1998, il fonde Positive Planet, une organisation aujourd'hui reprise par le groupe SOS qui fut présente dans 40 pays qui conseilla et forma plusieurs centaines d'institutions de microfinance et des millions de microentreprises. Elle employa plus de 200 salariés et poursuit des activités de conseil, et de plaidoyer pour le développement de micro-entreprises positives, et de l’économie positive. Il crée ensuite Positive Planet France, devenue aujourd'hui Positiv qui travaille dans les banlieues françaises. Jacques Attali crée aussi MicroCred, filiale bancaire de Positive Planet, et préside le Conseil d'administration de la Fondation Positive Planet. Il lance le forum de l'économie positive en 2011 au Havre, dont le maire est Édouard Philippe. En 2019, il fonde l'Institut de l'économie positive, filiale de la Fondation Positive Planet. Microcred est devenue Baobab. La Fondation et l'Institut de l'Économie Positive ont disparu.

### Carrière financière privée

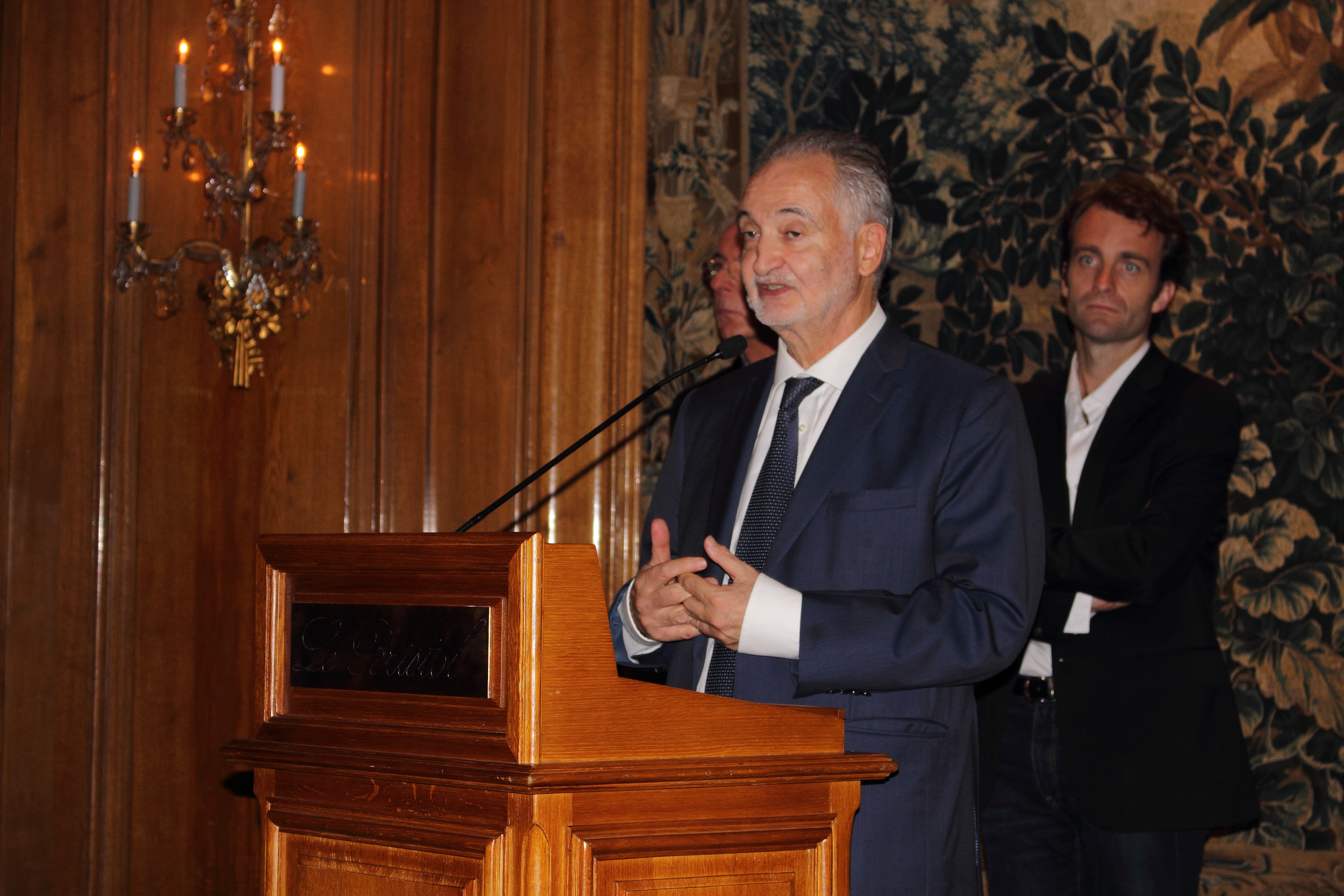
Jacques Attali à Paris, le 12 novembre 2015.

En 1994, Jacques Attali crée Attali et Associés, cabinet de conseil international spécialisé dans le conseil stratégique. Il le dirige toujours.
Jacques Attali est administrateur du broker français Kepler Cheuvreux, a présidé le conseil de surveillance de Slate.fr et préside l'International Advisory Board de C3.ai, que préside Tom Siebel en Californie.

### Musique et arts
Passionné de musique, il pratique le piano depuis l'enfance (on l'a entendu jouer à France 2 pour les Restos du Cœur) et a écrit une chanson pour Barbara intitulée Coline. Il publie en 1977 Bruits, essai sur l'économie musicale et sur l'importance de la musique dans l'évolution des sociétés, traduit dans de nombreuses langues.
En 1978, il joue son propre rôle dans le film Pauline et l'ordinateur de Francis Fehr.
Depuis 2003, il dirige l'Orchestre universitaire de Grenoble, ouvert aux étudiants et musiciens amateurs, sous la direction de Patrick Souillot,, dans des pièces diverses : une symphonie de Benda, des concertos pour violon de Bach, une messe de Mozart, l'Adagio pour cordes de Samuel Barber, le double concerto pour violon et piano de Mendelssohn, des lieds de Richard Strauss. Il a dirigé en 2012 l'orchestre Musiques en Seine dans l'ouverture de l’opéra Le Barbier de Séville, et l'Orchestre Lamoureux lors d'une soirée de gala à Paris pour le Technion, partageant le pupitre avec son ami, le généticien Daniel Cohen. Il a aussi dirigé la Sinfonietta de Lausanne en août 2012 et le concerto en sol de Maurice Ravel avec l'Orchestre symphonique de Jérusalem à Jérusalem en octobre 2012, puis à Paris, puis avec l'Orchestre symphonique de Shanghai fin 2013, puis d'autres orchestres à Bondy, Marseille, Londres, Astana, Montréal, Bruxelles, Tirana, etc.
Avec Patrick Souillot, il crée en 2012 une structure nationale sur le modèle de La Fabrique Opéra Grenoble, dans de nombreuses villes de France, qui permet de coordonner la production d'opéras coopératifs en y associant les élèves des lycées techniques. Il a mis en scène La Bohème en 2017 et la La Traviata en 2019.

## Prises de position

### Commission pour la libération de la croissance française, dite «commission Attali»

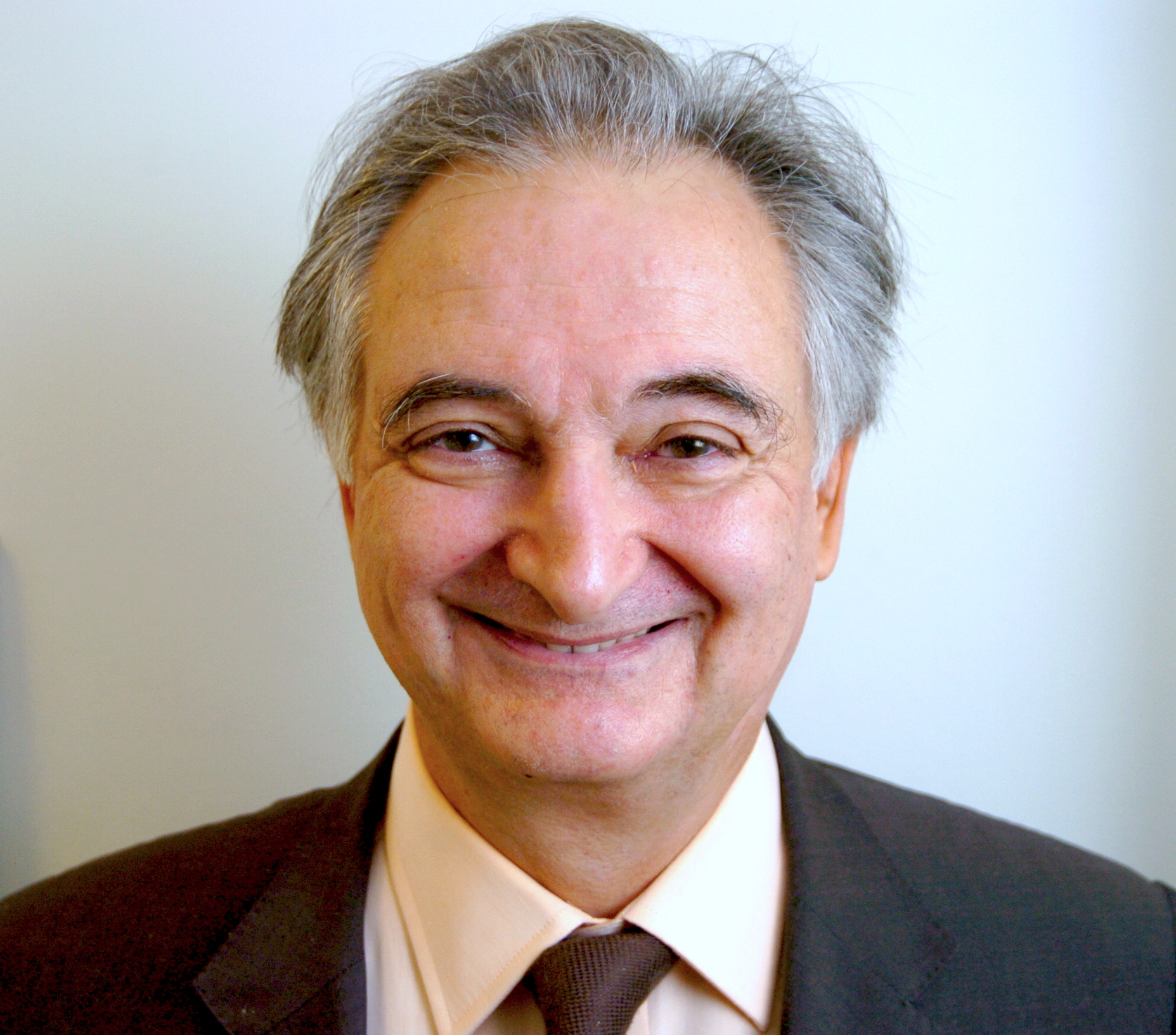
Jacques Attali, le 02 octobre 2007 à Paris.

Le 24 juillet 2007, Jacques Attali est chargé par Nicolas Sarkozy de présider une commission bipartisane chargée d'étudier « les freins à la croissance » après le renoncement de Philippe Séguin. Cette commission est composée de quarante-deux membres, choisis librement par lui, essentiellement issus du courant libéral et social-démocrate. Il choisit comme rapporteurs généraux Josseline de Clausade et Emmanuel Macron. Son rapport est remis au président de la République le 23 janvier 2008. Il contient des recommandations pour transformer en profondeur l’économie et la société françaises afin de « libérer la croissance » et relever différents défis écologiques, financiers, institutionnels et macro-économiques.

### Commission pour l'«économie positive»
En 2012, François Hollande a commandé à Jacques Attali un rapport sur la situation de l'« économie positive », c'est-à-dire au service des nouvelles générations. L'objectif de ce rapport, dont Angélique Delorme est rapporteure, est de mettre fin au « court-termisme », de passer d'une « économie individualiste » fondée sur le court terme à une économie fondée sur « l'intérêt général et l'intérêt des générations futures », d'organiser la transition d'un « modèle ancien fondé sur l'économie de la richesse » à un modèle dans lequel « les agents économiques auront d'autres obligations que la maximisation du profit ». Ce rapport, rédigé par une vaste commission, propose 44 réformes.

### Rapport sur la Francophonie économique
Il rend en 2014 au président Hollande un rapport portant sur l'avenir de la Francophonie économique, avec comme rapporteurs : Angélique Delorme et Adrienne Brottons.

### Mouvement pour une France Positive
En 2021, Jacques Attali fonde le think tank transpartisan France Positive, qui propose des mesures afin de "faire réussir la France" en s'appuyant sur l'économie positive. Ce think tank publie l'essai éponyme au moment des élections présidentielles françaises de 2022.

### Discrimination positive
Jacques Attali s'est opposé à la mise en place des conventions éducation prioritaire de l'Institut d'études politiques de Paris, considérant qu'il « fait des élèves des ZEP des étrangers sur le sol français ».

### Charlie
En 2015, il participe à Nous sommes Charlie : 60 écrivains unis pour la liberté d'expression. Paris : Le Livre de poche n° 33861, janvier 2015, p. 11-13.  (ISBN 978-2-253-08733-5) avec Réveillez-vous !, un texte publié dans l'Express le 14 janvier 2015.

## Œuvres
L’œuvre littéraire de Jacques Attali couvre de nombreux champs de la littérature : mathématiques, histoire du judaïsme, géopolitique internationale, théorie économique, essais, romans, biographie de Karl Marx ou Gandhi, mémoires, contes pour enfants, théâtre. Il est sans doute difficile d’y trouver un fil conducteur unique.

### Essais
Économie, politique
- Les modèles politiques, Paris, PUF, coll. « Sup », 1972, 178 p..
- Analyse économique de la vie politique, Paris, PUF, coll. « Systèmes-décisions », 1972, 219 p..Réédition chez le même éditeur, coll. « Quadrige », Paris, 1981, 240 p. (ISBN 978-2-13-037023-9) [présentation en ligne].
- Jacques Attali et Marc Guillaume, L'Anti-économique, Paris, PUF, coll. « Économie en liberté », 1975, 240 p..Réédition chez le même éditeur, coll. « Quadrige », Paris, 1990, 256 p. (ISBN 978-2-13-042811-4).
- La Parole et l'Outil, Paris, PUF, coll. « Économie en liberté », 1976, 243 p..Réédition revue et augmentée la même année, 251 p..
- La Nouvelle économie française, Paris, Flammarion, coll. « La rose au poing », 1978 (réimpr. 1992), 256 p. (ISBN 978-2-08-064027-7, présentation en ligne).
- Les Trois Mondes : Pour une théorie de l'après-crise, Paris, Fayard, janvier 1981, 336 p. (ISBN 978-2-213-00950-6).En poche chez Le Livre de poche, Paris, 1996  (ISBN 978-2-253-03319-6).
- Économie de l'apocalypse : Trafic et prolifération nucléaire, Paris, Fayard, 1994, 216 p. (ISBN 978-2-213-59423-1, présentation en ligne).
- « L'économie de marché, fossoyeur de la démocratie », dans Alain Houziaux, Le citoyen, les pouvoirs et Dieu, Paris, Les Bergers et les Mages, 1998, 182 p. (ISBN 978-2-85304-137-9).
- La Voie humaine : Pour une nouvelle social-démocratie, Paris, Fayard, avril 2004, 214 p. (ISBN 978-2-213-61934-7, présentation en ligne).En poche chez Le Livre de poche, Paris, 2006, 224 p. (ISBN 978-2-253-11109-2) [présentation en ligne].
- La Crise, et après ?, Paris, Fayard, décembre 2008, 224 p. (ISBN 978-2-213-64307-6, présentation en ligne).En poche chez Le Livre de poche, Paris, 2009, avec la mention édition actualisée, 192 p. (ISBN 978-2-253-12949-3) [présentation en ligne].
- Jacques Attali, Stéphanie Bonvicini et al., Le Sens des choses, Paris, Robert Laffont, septembre 2009, 320 p. (ISBN 978-2-221-11160-4, présentation en ligne).En poche chez Le Livre de poche, Paris, 2010, 448 p. (ISBN 978-2-253-15733-5) [présentation en ligne].
- Survivre aux crises, Paris, Fayard, octobre 2009, 294 p. (ISBN 978-2-213-64448-6, présentation en ligne).En poche chez Le Livre de poche, Paris, 2010, sous le titre Sept leçons de vie : Survivre aux crises, 224 p. (ISBN 978-2-253-15671-0) [présentation en ligne].
- Tous ruinés dans dix ans ? : Dette publique : la dernière chance, Paris, Fayard, mai 2010, 240 p. (ISBN 978-2-213-65537-6, présentation en ligne).En poche chez Le Livre de poche, Paris, 2011, avec la mention édition mise à jour, 256 p. (ISBN 978-2-253-15810-3) [présentation en ligne].
- Candidats, répondez ! : Précis à l'usage des électeurs, Paris, Fayard, janvier 2012, 336 p. (ISBN 978-2-213-66823-9, présentation en ligne).
- France 2022, Jacques Attali (dir.) et avec la collaboration d'Angélique Delorme, 100 jours pour que la France réussisse : Tout peut changer en 2017 !, Paris, Fayard, avril 2016, 304 p. (ISBN 978-2-213-70074-8, présentation en ligne).
- Comment nous protéger des prochaines crises, Paris, Fayard, octobre 2018, 192 p. (ISBN 978-2-213-71210-9, présentation en ligne).
- Il y aura d'autres jolis mois de mai, Paris, Fayard, avril 2021, 198 p. (ISBN 978-2-213-72077-7, présentation en ligne).

Histoire, prospective, développement personnel
- Bruits, Paris, PUF, 1977, 301 p..En poche chez Le Livre de poche, no 4040, Paris, 1986, 238 p. (ISBN 978-2-253-03848-1).Réédition chez Fayard, mai 2001, 312 p. (ISBN 978-2-213-60950-8).En poche chez Le Livre de poche, coll. « Biblio essais », Paris, 2007, avec le sous-titre Essai sur l'économie politique de la musique, 281 p. avec le même ISBN que l'édition précédente [présentation en ligne]. Deux couvertures semblent coexister.
- Histoires du temps, Paris, Fayard, novembre 1982, 336 p. (ISBN 978-2-213-01118-9, présentation en ligne).En poche chez Le Livre de poche, coll. « Biblio essais », Paris, 1983 (réimpression 1993), 318 p.,  (ISBN 978-2-253-03318-9).
- La Figure de Fraser, Paris, Fayard, mai 1984, 193 p. (ISBN 978-2-213-01318-3, présentation en ligne).
- Au propre et au figuré : Une histoire de la propriété, Paris, Fayard, janvier 1988, 552 p. (ISBN 978-2-213-01693-1, présentation en ligne).En poche chez Le Livre de poche, Paris, 1996  (ISBN 978-2-253-04897-8).
- Lignes d'horizon, Paris, Fayard, janvier 1990, 216 p. (ISBN 978-2-213-02474-5, présentation en ligne).En poche chez Le Livre de poche, no 9535, Paris, 1992 (réimpression 2004), 121 p. (ISBN 978-2-253-06186-1) [présentation en ligne].
- Chemins de sagesse : Traité du labyrinthe, Paris, Fayard, septembre 1996, 240 p. (ISBN 978-2-213-59733-1, présentation en ligne).En poche chez Le Livre de poche, Paris, 1998, 157 p. (ISBN 978-2-253-14547-9).
- Dictionnaire du XXIe siècle, Paris, Fayard, avril 1998, 352 p. (ISBN 978-2-213-60094-9, présentation en ligne).En poche chez Le Livre de Poche, no 14778, Paris, 2000, 349 p. (ISBN 978-2-253-14778-7).
- Fraternités : Une nouvelle utopie, Paris, Fayard, octobre 1999, 234 p. (ISBN 978-2-213-60430-5, présentation en ligne).En poche chez Le Livre de poche, Paris, 2002, 192 p. (ISBN 978-2-253-15278-1).
- L'homme nomade, Paris, Fayard, octobre 2003, 484 p. (ISBN 978-2-213-61726-8, présentation en ligne).En poche chez Le Livre de poche, Paris, 2005, 544 p. (ISBN 978-2-253-10894-8) [présentation en ligne].
- Une brève histoire de l'avenir, Paris, Fayard, janvier 2006, 422 p. (ISBN 978-2-213-63130-1).En poche chez Le Livre de poche, Paris, 2008, 312 p. (ISBN 978-2-253-12220-3). Deux couvertures semblent coexister.Réédition et mise à jour en 2009 chez le même éditeur (avec la mention édition remise à jour), 421 p. (ISBN 978-2-213-65145-3).En poche chez Le Livre de poche, Paris, 2011, 320 p.,  (ISBN 978-2-253-15969-8) [présentation en ligne]. Certaines couvertures portent la mention nouvelle édition avec le titre sur trois lignes.Réédition en août 2015 chez le même éditeur avec une couverture différente et la mention nouvelle édition, 408 p. (ISBN 978-2-213-68718-6) [présentation en ligne].
- Jacques Attali (dir.), L'Avenir du travail, Paris, Fayard, mai 2007, 156 p. (ISBN 978-2-213-63285-8, présentation en ligne).
- Demain, qui gouvernera le monde ?, Paris, Fayard, avril 2011, 418 p. (ISBN 978-2-213-66258-9, présentation en ligne).En poche chez le même éditeur, coll. « Pluriel », Paris, 2012, avec une préface inédite, 448 p. (ISBN 978-2-8185-0209-9) [présentation en ligne].
- Jacques Attali et Stéphanie Bonvicini, La Consolation, Paris, Éditions Naïve, mars 2012, 344 p. (ISBN 978-2-35021-241-8).En poche chez Fayard, coll. « Pluriel », Paris, 2017, sous le titre Consolations et avec la mention sous la direction de , 224 p. (ISBN 978-2-8185-0486-4) [présentation en ligne].
- Urgences françaises, Paris, Fayard, mai 2013, 240 p. (ISBN 978-2-213-67815-3, présentation en ligne).En poche chez le même éditeur, coll. « Pluriel », Paris, 2014, avec la mention édition actualisée, 256 p. (ISBN 978-2-8185-0393-5) [présentation en ligne].
- Shimon Peres et Jacques Attali, Avec nous, après nous... : Apprivoiser l'avenir, Paris, Éditions Baker Street / Fayard, octobre 2013 (réimpr. 2020), 263 p. (ISBN 978-2-917559-28-4).
- Histoire de la modernité : Comment l'humanité pense son avenir, Paris, Robert Laffont, octobre 2013, 216 p. (ISBN 978-2-221-11689-0, présentation en ligne).En poche chez Flammarion, coll. « Champs essais », Paris, 2015, 208 p.,  (ISBN 978-2-08-135796-9) [présentation en ligne].
- Devenir soi : Prenez le pouvoir sur votre vie !, Paris, Fayard, octobre 2014, 192 p. (ISBN 978-2-213-68560-1, présentation en ligne).En poche chez le même éditeur, coll. « Pluriel », Paris, 2015, 192 p. (ISBN 978-2-8185-0480-2) [présentation en ligne]. Deux couvertures semblent coexister.
- Peut-on prévoir l'avenir ? : Le sien, celui des autres, Paris, Fayard, août 2015, 216 p. (ISBN 978-2-213-68675-2, présentation en ligne).En poche chez le même éditeur, coll. « Pluriel », Paris, 2016 (sans le sous-titre), 224 p. (ISBN 978-2-8185-0507-6) [présentation en ligne].
- Vivement après-demain ! : 15 ans pour sortir de l'impasse, Paris, Fayard, octobre 2016, 234 p. (ISBN 978-2-213-70111-0, présentation en ligne).En poche chez le même éditeur, coll. « Pluriel », Paris, 2017, avec une préface inédite, 256 p. (ISBN 978-2-8185-0541-0) [présentation en ligne].
- Histoires de la mer, Paris, Fayard, septembre 2017, 360 p. (ISBN 978-2-213-70477-7, présentation en ligne).En poche chez le même éditeur, coll. « Pluriel », Paris, 2018, 352 p. (ISBN 978-2-8185-0561-8) [présentation en ligne].
- Les Chemins de l’essentiel : Tout ce qu'il faut avoir lu, vu, écouté et tenté, Paris, Fayard, mai 2018, 260 p. (ISBN 978-2-213-70967-3, présentation en ligne).En poche chez le même éditeur, coll. « Pluriel », Paris, 2019, 252 p. (ISBN 978-2-8185-0593-9) [présentation en ligne].
- Histoires de l'alimentation : De quoi manger est-il le nom ?, Paris, Fayard, avril 2019, 376 p. (ISBN 978-2-213-71180-5, présentation en ligne).En poche chez le même éditeur, coll. « Pluriel », Paris, 2021, 368 p. (ISBN 978-2-8185-0628-8) [présentation en ligne].
- L'Économie de la vie : Se préparer à ce qui vient, Paris, Fayard, juin 2020, 252 p. (ISBN 978-2-213-71752-4, présentation en ligne).En poche chez le même éditeur, coll. « Pluriel », Paris, 2022, 304 p. (ISBN 978-2-8185-0664-6) [présentation en ligne].
- Histoires des médias : Des signaux de fumée aux réseaux sociaux, et après, Paris, Fayard, janvier 2021, 524 p. (ISBN 978-2-213-71726-5, présentation en ligne).En poche chez Flammarion, coll. « Champs essais », Paris, 2023, avec une préface inédite, 508 p. (ISBN 978-2-08-042296-5) [présentation en ligne].
- Histoires et avenirs de l'éducation, Paris, Flammarion, novembre 2022, 480 p. (ISBN 978-2-08-041534-9, présentation en ligne).
- Le monde, modes d’emploi : Comprendre, prévoir, agir, protéger, Paris, Flammarion, mai 2023, 304 p. (ISBN 978-2-08-042166-1, présentation en ligne).En poche chez le même éditeur, coll. « Champs actuel », Paris, 2024, 304 p. (ISBN 978-2-08-044788-3) [présentation en ligne].
- Histoires et avenirs de la consolation, Paris, Flammarion, coll. « Champs essais », mars 2024, 192 p. (ISBN 978-2-08-044437-0, présentation en ligne).
- Histoires et avenirs des villes, Paris, Flammarion, octobre 2024, 464 p. (ISBN 978-2-08-044780-7, présentation en ligne).

Médecine
- L'Ordre cannibale : Vie et mort de la médecine, Paris, Grasset, 1979 (réimpr. 1996), 326 p. (ISBN 978-2-246-08362-7).
- « La médecine en accusation, », dans Michel Salomon interview (préf. Edgar Morin), L'Avenir de la vie, Paris, Éditions Seghers, coll. « Les Visages de l'avenir », février 1981 (ISBN 2-221-50237-X), p. 263-279.

Religion, histoire du peuple juif
- 1492, Paris, Fayard, septembre 1991, 384 p. (ISBN 978-2-213-02281-9, présentation en ligne).En poche chez Le Livre de poche, no 9563, Paris, 1993 (réimpression 2004), 395 p. (ISBN 978-2-253-06234-9).
- Les Juifs, le monde et l'argent, Paris, Fayard, janvier 2002, 638 p. (ISBN 978-2-213-61044-3, présentation en ligne).En poche chez Le Livre de poche, no 15580, Paris, 2003, avec le sous-titre Histoire économique du peuple juif, 768 p. (ISBN 978-2-253-15580-5) [présentation en ligne].
- Raison et Foi : Averroès, Maïmonide, Thomas d'Aquin, Paris, Éditions BNF, 2004, 84 p. (ISBN 978-2-7177-2321-2, présentation en ligne).
- Dictionnaire amoureux du Judaïsme, Paris, Plon / Fayard, janvier 2009, 544 p. (ISBN 978-2-259-20597-9, présentation en ligne).En poche chez Pocket, Paris, 2014, sous le titre Petit dictionnaire amoureux du Judaïsme, 576 p. (ISBN 978-2-266-25272-0).
- Jacques Attali et Pierre-Henry Salfati, Le Destin de l'Occident : Athènes, Jérusalem, Paris, Fayard, août 2016, 252 p. (ISBN 978-2-213-67178-9, présentation en ligne).
- L'année des dupes : Alger 1943, Paris, Fayard, octobre 2019, 360 p. (ISBN 978-2-213-67828-3, présentation en ligne).En poche chez le même éditeur, coll. « Pluriel », Paris, 2021, 352 p. (ISBN 978-2-8185-0653-0) [présentation en ligne].
- Jacques Attali et Pierre-Henry Salfati, L'unique et le multiple : Histoire des relations entre hindouisme et monothéisme, Paris, Flammarion, juin 2024, 224 p. (ISBN 978-2-08-042171-5, présentation en ligne).

Beaux livres
- Mémoires de sabliers, Paris, Éditions de l'Amateur, 1997, 189 p. (ISBN 978-2-85917-240-4)
- Jacques Attali et Stéphanie Bonvicini, Amours : Histoire des relations entre les hommes et les femmes, Paris, Fayard, novembre 2007, 240 p. (ISBN 978-2-213-63010-6, présentation en ligne).En poche chez Le Livre de poche, Paris, 2010, 224 p. (ISBN 978-2-253-12963-9) [présentation en ligne].

### Biographies
Ses biographies se sont attachées à raconter la vie de personnages qui ont bouleversé l’histoire du monde par la seule force de leurs idées : Warburg, Pascal, Karl Marx, Gandhi, Diderot, et tous ceux dont il a donné une brève biographie dans Phares, tels Averroès, Aristote, Maïmonide, Thomas d’Aquin, Giordano Bruno, Charles Darwin, Hildegarde de Bingen.
En 2005, dans sa biographie de Karl Marx, il estime que Raoul Villain, l'assassin de Jean Jaurès, est « anarchiste », alors qu'il était proche des ultra-nationalistes et des monarchistes. Il affirme que Staline « a été promu au secrétariat général du Parti à la mort de Lénine », alors qu'il a été nommé secrétaire général du comité central en 1922, lors d'une réunion à laquelle Lénine participait. Contrairement à ce qu'affirme Jacques Attali, August Thalheimer et Heinrich Brandler n'ont jamais été rapatriés en URSS et n'ont jamais été éliminés,.
- Sigmund Warburg, un homme d'influence, Fayard, 1985
- Blaise Pascal ou le Génie français, Fayard, 2000
- Karl Marx ou l'Esprit du monde, Fayard, 2005
- Gândhî ou l'Éveil des humiliés, Fayard, 2007
- Phares. 24 destins[44], Fayard, 2010
- Diderot ou le Bonheur de penser, Fayard, 2012

### Romans
Ses romans, pour l’essentiel placés sous le signe du fantastique ou au moins d’une légère dystopie, abordent les mêmes thèmes. Ils tournent tous autour des risques que court l’humanité, avec des personnages soucieux de se cacher, de disparaître (Nouv'Elles; Les Portes du ciel; Le Premier Jour après moi; Il viendra; Notre vie, disent-ils).
Plus récemment, il a choisi de mêler le roman policier avec la dystopie, en imaginant un personnage de commissaire récurrent, et en situant l’action dans un avenir proche.
- La Vie éternelle, Fayard, 1989
- Le Premier Jour après moi, Fayard, 1990
- Il viendra, Fayard, 1994
- Au-delà de nulle part, Fayard, 1997
- La Femme du menteur, Fayard, 1999
- Nouv'Elles, Fayard, 2002
- La Confrérie des Éveillés, Fayard, 2004
- Notre vie, disent-ils, Fayard, 2014
- Premier Arrêt après la mort, Fayard, 2017
- Meurtres, en toute intelligence, Fayard, 2018
- Le Livre de Raison, Fayard, 2022
- Bienheureux soit notre monde, Flammarion, 2023 (ISBN 978-2-08-044168-3)

### Mémoires
Il a, dans plusieurs livres de souvenirs, raconté quelques-uns des évènements majeurs auxquels il a été mêlé : d’abord, dans Verbatim 1, 2 et 3, il a tenu, à la demande de François Mitterrand, le journal quotidien des années de cette présidence. Il a ensuite raconté ses souvenirs de la création de la BERD dans Europe(s) et tracé un portrait de François Mitterrand dans C’était François Mitterrand, à partir des vingt ans passés à ses côtés.
- Verbatim I, Éditions Lgf, 1986, rééd. Fayard 1993
- Europe(s), Fayard, 1994
- Verbatim II, Fayard, 1995
- Verbatim III, Fayard, 1995
- C'était François Mitterrand, Fayard, 2005
- Il y aura d'autres jolis mois de mai, Fayard 2021

### Rapports
Il est également l'auteur de nombreux rapports rédigés et demandés par les pouvoirs publics pour éclairer l'action gouvernementale de gouvernants d'orientation politique différente.
- Pour un modèle européen d'enseignement supérieur, Éditions Stock, 1998
- avec Vincent Champain, Changer de paradigme pour supprimer le chômage, Fondation Jean Jaurès, 2005
- Portraits de micro entrepreneurs, 2006, avec Muhammad Yunus
- L'Avenir du travail, Fayard, 2007, avec Erik Orsenna, Pierre Cahuc, François Chérèque et Jean-Claude Javillier
- 300 Décisions pour changer la France, XO Éditions, 2008
- Paris et la Mer. La Seine est capitale, Fayard, 2010
- Une ambition pour 10 ans, Éditions XO, 2010
- Pour une économie positive, Fayard, 2013
- La Francophonie et la Francophilie, moteurs de croissance durable, La Documentation française, 2014
- Faire réussir la France, 30 réformes majeures et 250 actions urgentes, Fayard, 2021

### Théâtre
- 1999 : Les Portes du ciel créée au théâtre de Paris avec Gérard Depardieu, Jean-Michel Dupuis, Barbara Schulz, mise en scène Stéphane Hillel. Le thème est la mort de l'empereur Charles Quint, au XVIe siècle.
- 2008 : Du cristal à la fumée créée au théâtre du Rond-Point avec Féodor Atkine, Bernard-Pierre Donnadieu, mise en scène Daniel Mesguich. Le thème est le rôle déterminant joué en novembre 1938 par la compagnie d'assurances Allianz dans l'élaboration de la Solution finale.
- 2016 : Présents parallèles au théâtre de la Reine Blanche, mise en scène de Christophe Barbier, avec Jean Alibert, Marianne Basler et Xavier Gallais. Cette pièce envisage un monde de 2016 où les nazis auraient gagné la guerre en 1945.

### Conte pour enfants
- Manuel, l'enfant-rêve (illustré par Philippe Druillet), Stock, 1995

## Critiques et controverses

### Euthanasie
Dans les années 1980, la diffusion d'extraits d'un entretien d'Attali avec Michel Salomon crée un malaise dans l’opinion ; on peut y lire : « […] du point de vue de la société, il est bien préférable que la machine humaine s’arrête brutalement plutôt qu’elle se détériore progressivement », et envisage que « l’euthanasie sera un instrument essentiel de nos sociétés futures ». Affirmant que « la liberté fondamentale, c’est le suicide », il prévoit : « Dans une société capitaliste, des machines à tuer, des prothèses qui permettront d’éliminer la vie lorsqu’elle sera trop insupportable, ou économiquement trop coûteuse, verront le jour et seront de pratique courante. Je pense donc que l’euthanasie, qu’elle soit une valeur de liberté ou une marchandise, sera une des règles de la société future. »
Ces propos, pour lesquels il a intenté et gagné plusieurs procès en diffamation à ceux qui lui reprochaient de faire l'apologie de l'euthanasie, lui sont encore reprochés.
Dans son ouvrage À tort et à raison Jacques Attali répond à cette accusation : « […] on m'impute des idées que je n'ai jamais eues. Par exemple, je serais ou j'aurais été, l’apologue de […] l'euthanasie des retraités. Je défie quiconque de trouver dans un seul de mes textes ces idées, à condition de ne pas extraire une phrase de son contexte, pour lui faire dire le contraire de ce qu'elle dit. Et de ne pas confondre ce que je perçois comme une menace avec ce que je pourrais souhaiter. »

### Affaire des ventes d'armes à l'Angola
En mars 2001, il est mis en examen pour recel d'abus de biens sociaux et trafic d'influence dans le cadre de l'affaire des ventes d'armes à l'Angola, il aurait reçu plus d'un million de francs de la société dirigée par Pierre Falcone. Il est ensuite relaxé[réf. nécessaire].

### Les Nouveaux Chiens de garde
En 2012, il est l'une des personnes prises comme exemple,, en qualité de prescripteur d’opinion, par le film documentaire français sorti en janvier 2012 : Les Nouveaux Chiens de garde, qui explore les collusions entre les médias français et le pouvoir politique français.

### Médiatisation
Sa médiatisation est critiquée par l'association Acrimed (Action critique Médias), qui publie un article intitulé « Ces économistes qui monopolisent (toujours) les débats » en octobre 2012 critiquant la présence d'Attali à la télévision publique française, de treize apparitions en une année.

### Faim dans le monde
En 2022, Attali critique le battage médiatique autour d'un béluga alors que la faim dans le monde serait un problème délaissé. Il est critiqué par ceux qui considèrent qu'il ne faudrait pas opposer ces deux problèmes.

### Accusations de plagiat
Il a été accusé et convaincu de plagiat pour son ouvrage Histoires du temps en 1981 (notamment par Franz-Olivier Giesbert et Daniel Rondeau) — où des passages sont directement empruntés à Jean-Pierre Vernant, Ernst Jünger, et Jacques Le Goff ou bien décalqués de leurs livres. Attali s'est défendu en invoquant des guillemets qui auraient sauté à la relecture.
En 1993, Jacques Attali gagne un procès en diffamation alors qu'on l'accuse d'avoir reproduit dans son livre Verbatim, sans l'autorisation de François Mitterrand, des phrases de ce dernier, des archives secrètes et quelques phrases du chef d'État français, qui auraient été destinées à un autre livre projeté avec Elie Wiesel. Le journal Herald Tribune publie même, sur quatre colonnes à la une, un article affirmant à tort que le président Mitterrand avait demandé le retrait du livre des librairies. François Mitterrand confirme au cours d'une longue interview, publiée dans la biographie de Jacques Attali par Guy Sitbon lui avoir explicitement demandé d'écrire ce livre et reconnait l'avoir relu lui-même la plume à la main.

### Gestion de la BERD
Deux ans après la création de la BERD, de nombreuses critiques viennent sanctionner les dépenses somptuaires de la banque pour son propre compte, en lieu et place du financement des pays de l'est européen. La gestion de Jacques Attali, président fondateur, est particulièrement pointée du doigt. Il a reçu un quitus unanime du Conseil des Gouverneurs.

## Distinctions

### Décorations
- Chevalier de la Légion d'honneur (France, avril 1998)[64]
- Grand commandeur de l'ordre de l'Honneur (Grèce, remise de l'insigne par le président Prokópis Pavlópoulos le 10 novembre 2015)[65]

### Prix et hommages
- Prix Henri-Poincaré du major de l'École polytechnique 1965[66]
- Docteur honoris causa de l'université de Haïfa[67]
- Docteur honoris causa de l'université du Kent[67]